# Куделино (Владимирская область)
Куделино — деревня в Собинском районе Владимирской области России, входит в состав Рождественского сельского поселения.

## География
Деревня расположена на берегу реки Ворша в 5 км на запад от центра поселения села Рождествено и в 30 км на северо-запад от райцентра города Собинка.

## История
В конце XIX — начале XX века деревня входила в состав Черкутинской волости Владимирского уезда. В 1859 году в деревне числилось 14 дворов, в 1905 году — 22 двора, в 1926 году — 22 хозяйства.
С 1929 года деревня являлась центром Куделинского сельсовета Ставровского района, с 1932 года — в составе Черкутинского сельсовета Собинского района, с 1945 года — в составе Ставровского района, с 1954 года — в составе Рождественского сельсовета, с 1965 года — в составе Собинского района, с 2005 года — в составе Рождественского сельского поселения.

## Население
| 1859 | 1905 | 1926 | 2002 | 2010 | 2021 |
| ---- | ---- | ---- | ---- | ---- | ---- |
| 131  | ↗147 | ↘86  | ↘5   | ↘3   | ↗5   |